# Jolyclypus
Jolyclypus is een geslacht van uitgestorven zee-egels uit de familie Apatopygidae.

## Soorten
- Jolyclypus jolyi (Gauthier, 1898) †
- Jolyclypus neraudeaui Nicolleau & Vadet, 2010 †